# Lista över malvaväxternas släkten
Detta är en lista över släkten i familjen malvaväxter alfabetiskt ordnad efter de vetenskapliga namnen. Familjerna lindväxter (Tiliaceae), kapokväxter (Bombacaceae) och kakaoväxter (Sterculiaceae) har flyttats till malvaväxterna. I listan anges om ett släkte tidigare hörde till någon av dessa familjer.

## A
| Vetenskapligt namn | Auktor                          | Svenskt namn      | Källa | Tidigare familj |
| ------------------ | ------------------------------- | ----------------- | ----- | --------------- |
| Abelmoschus        | Medik.                          |                   | SKUD  |                 |
| Abroma             | Jacq.                           |                   | SKUD  | Sterculiaceae   |
| Abutilon           | Mill.                           | klockmalvor       | NRM   |                 |
| Abutilothamnus     | Ulbr.                           |                   | IPNI  |                 |
| Acaulimalva        | Krapov.                         |                   | IPNI  |                 |
| Acropogon          | Schltr.                         |                   | IPNI  | Sterculiaceae   |
| Adansonia          | L.                              | apbrödsträd       | ITIS  | Bombacaceae     |
| Aethiocarpa        | Vollesen                        |                   | IPNI  | Sterculiaceae   |
| Aguiaria           | Ducke                           |                   | IPNI  | Bombacaceae     |
| Alcea              | L.                              | stockrosor        | NRM   |                 |
| Allosidastrum      | (Hochr.) Krapov., Fryxell&Bates |                   | ITIS  |                 |
| Allowissadula      | Bates                           |                   | ITIS  |                 |
| Althaea            | L.                              | läkemalvor        | SKUD  |                 |
| Alyogyne           | Alef.                           |                   | SKUD  |                 |
| Ancistrocarpus     | Oliv.                           |                   | IPNI  | Tiliaceae       |
| Anisodontea        | C.Presl                         |                   | SKUD  |                 |
| Anoda              | Cav.                            | glansmalvasläktet | NRM   |                 |
| Anotea             | Kunth                           |                   | IPNI  |                 |
| Apeiba             | Aubl.                           |                   | ITIS  | Tiliaceae       |
| Asterophorum       | Sprague                         |                   | IPNI  | Tiliaceae       |
| Asterotrichion     | N.T.Burb.                       |                   | IPNI  |                 |
| Astiria            | Lindl.                          |                   | IPNI  | Sterculiaceae   |
| Ayenia             | L.                              |                   | ITIS  | Sterculiaceae   |

## B
| Vetenskapligt namn | Auktor           | Svenskt namn | Källa | Tidigare familj |
| ------------------ | ---------------- | ------------ | ----- | --------------- |
| Bakeridesia        | Hochr.           |              | IPNI  |                 |
| Bastardia          | Kunth            |              | ITIS  |                 |
| Bastardiastrum     | (Rose) D.M.Bates |              | IPNI  |                 |
| Bastardiopsis      | Hassler          |              | IPNI  |                 |
| Batesimalva        | Fryxell          |              | ITIS  |                 |
| Bernoullia         | Oliv.            |              | IPNI  | Bombacaceae     |
| Berrya             | Roxburgh, 1820   |              | ITIS  | Tiliaceae       |
| Billieturnera      | Fryxell          |              | ITIS  |                 |
| Bombacopsis        | Pittier          |              | IPNI  | Bombacaceae     |
| Bombax             | L.               |              | ITIS  | Bombacaceae     |
| Brachychiton       | Schott&Endl.     |              | ITIS  | Sterculiaceae   |
| Briquetia          | Hochr.           |              | IPNI  |                 |
| Brownlowia         | Roxb.            |              | IPNI  | Tiliaceae       |
| Burretiodendron    | Rehder           |              | IPNI  | Tiliaceae       |
| Byttneria          | Loefl.           |              | IPNI  | Sterculiaceae   |

## C
| Vetenskapligt namn         | Auktor             | Svenskt namn | Källa | Tidigare familj |
| -------------------------- | ------------------ | ------------ | ----- | --------------- |
| Callirhoe                  | Nutt.              |              | SKUD  |                 |
| Calyculogigas              | Krapov.            |              | IPNI  |                 |
| Calyptraemalva             | Krapov.            |              | IPNI  |                 |
| Catostemma                 | Benth.             |              | IPNI  | Bombacaceae     |
| Cavanillesia               | Ruiz&Pav.          |              | IPNI  | Bombacaceae     |
| Ceiba                      | P. Mill.           |              | ITIS  | Bombacaceae     |
| Cenocentrum                | Gagnep.            |              | IPNI  |                 |
| Cephalohibiscus            | Ulbr.              |              | IPNI  |                 |
| Cheirolaena                | Benth.             |              | IPNI  | Sterculiaceae   |
| Chiranthodendron           | Larreat.           |              | SKUD  | Sterculiaceae   |
| Chorisa                    | overifierad        |              | ITIS  | Bombacaceae     |
| Chorisia → Ceiba           |                    |              |       |                 |
| Christiana                 | DC.                |              | IPNI  | Tiliaceae       |
| Cienfuegosia               | Cav.               |              | ITIS  |                 |
| Cistanthera → Nesogordonia |                    |              |       |                 |
| Clappertonia               | Meissner           |              | ITIS  | Tiliaceae       |
| Codonochlamys              | Ulbr.              |              | IPNI  |                 |
| Coelostegia                | Benth.             |              | IPNI  | Bombacaceae     |
| Cola                       | Schott&Endl.       |              | ITIS  | Sterculiaceae   |
| Colona                     | Cav.               |              | IPNI  | Tiliaceae       |
| Columbia                   | Pers.              |              | ITIS  | Tiliaceae       |
| Commersonia                | Forst.             |              | IPNI  | Sterculiaceae   |
| Corchoropsis               | Siebold&Zucc.      |              | IPNI  | Sterculiaceae   |
| Corchorus                  | L.                 |              | ITIS  | Tiliaceae       |
| Corynabutilon              | (K.Schum.) Kearney |              | IPNI  |                 |
| Cotylonychia               | Stapf              |              | IPNI  | Tiliaceae       |
| Craigia                    | W.W.Sm.&W.E.Evans  |              | IPNI  | Tiliaceae       |
| Cristaria                  | Cav.               |              | IPNI  |                 |
| Cullenia                   | Wight              |              | IPNI  | Bombacaceae     |

## D
| Vetenskapligt namn | Auktor      | Svenskt namn | Källa | Tidigare familj |
| ------------------ | ----------- | ------------ | ----- | --------------- |
| Decaschistia       | Wight&Arn.  |              | IPNI  |                 |
| Dendrosida         | Fryxell     |              | IPNI  |                 |
| Desplatzia         | Bocquill.   |              | IPNI  | Tiliaceae       |
| Dicarpidium        | F.Muell.    |              | IPNI  | Sterculiaceae   |
| Dicellostyles      | Benth.      |              | IPNI  |                 |
| Dicraspidia        | Standl.     |              | IPNI  | Tiliaceae       |
| Diplodiscus        | Turcz.      |              | IPNI  | Tiliaceae       |
| Dirhamphis         | Krapov.     |              | IPNI  |                 |
| Dombeya            | overifierad |              | ITIS  | Sterculiaceae   |
| Duboscia           | Bocq.       |              | IPNI  | Tiliaceae       |
| Durio              | Adanson     |              | ITIS  | Bombacaceae     |

## E
| Vetenskapligt namn | Auktor            | Svenskt namn | Källa | Tidigare familj |
| ------------------ | ----------------- | ------------ | ----- | --------------- |
| Eleutherostylis    | Burret            |              | IPNI  | Tiliaceae       |
| Entelea            | R.Br.             |              | IPNI  | Tiliaceae       |
| Eremalche          | Greene            |              | ITIS  |                 |
| Erinocarpus        | Nimmo ex J.Graham |              | IPNI  | Tiliaceae       |
| Eriolaena          | DC.               |              | IPNI  | Sterculiaceae   |
| Eriotheca          | Schott&Endl.      |              | IPNI  | Bombacaceae     |

## F
| Vetenskapligt namn          | Auktor           | Svenskt namn     | Källa | Tidigare familj |
| --------------------------- | ---------------- | ---------------- | ----- | --------------- |
| Fioria                      | Mattei           |                  | ITIS  |                 |
| Firmiana                    | Marsili          |                  | ITIS  | Sterculiaceae   |
| Franciscodendron            | B.Hyland&Steenis |                  | IPNI  | Sterculiaceae   |
| Fremontia → Fremontodendron |                  |                  |       |                 |
| Fremontodendron             | Coville          | fremontiasläktet | ITIS  | Sterculiaceae   |
| Fryxellia                   | Bates            |                  | ITIS  |                 |

## G
| Vetenskapligt namn | Auktor   | Svenskt namn  | Källa | Tidigare familj |
| ------------------ | -------- | ------------- | ----- | --------------- |
| Gaya               | H.B.&K.  |               | IPNI  |                 |
| Gilesia            | F.Muell. |               | IPNI  | Sterculiaceae   |
| Glossostemon       | Desf.    |               | IPNI  | Sterculiaceae   |
| Glyphaea           | Hook.f.  |               | IPNI  | Tiliaceae       |
| Goethalsia         | Pittier  |               | IPNI  | Tiliaceae       |
| Goethea            | Nees     |               | SKUD  |                 |
| Gossypioides       | Skovsted |               | IPNI  |                 |
| Gossypium          | L.       | bomull        | NRM   |                 |
| Grewia             | L.       | grewiasläktet | ITIS  | Tiliaceae       |
| Guazuma            | P.Mill.  |               | ITIS  | Sterculiaceae   |
| Guichenotia        | J.Gay    |               | IPNI  | Sterculiaceae   |
| Gyntatrix          | Alef.    |               | SKUD  |                 |
| Gyranthera         | Pittier  |               | IPNI  | Bombacaceae     |

## H
| Vetenskapligt namn | Auktor           | Svenskt namn | Källa | Tidigare familj |
| ------------------ | ---------------- | ------------ | ----- | --------------- |
| Hainania           | Merr.            |              | IPNI  | Tiliaceae       |
| Hampea             | Schltdl.         |              | IPNI  |                 |
| Hannafordia        | F.Muell.         |              | IPNI  | Sterculiaceae   |
| Harmsia            | K.Schum.         |              | IPNI  | Sterculiaceae   |
| Helicteres         | L.               |              | ITIS  | Sterculiaceae   |
| Helicteropsis      | Hochr.           |              | IPNI  |                 |
| Heliocarpus        | L.               |              | ITIS  | Tiliaceae       |
| Helmiopsiella      | Arènes           |              | IPNI  | Sterculiaceae   |
| Helmiopsis         | H.Perrier&Arènes |              | IPNI  | Sterculiaceae   |
| Herissantia        | Medik.           |              | ITIS  |                 |
| Heritiera          | Ait.             | niangon      | ITIS  | Sterculiaceae   |
| Hermannia          | L.               |              | ITIS  | Sterculiaceae   |
| Herrania           | Goudot           |              | IPNI  | Sterculiaceae   |
| Hibiscadelphus     | Rock             |              | ITIS  |                 |
| Hibiscus           | L.               | hibiskusar   | NRM   |                 |
| Hildegardia        | Schott&Endl.     |              | IPNI  | Sterculiaceae   |
| Hochreutinera      | Krapov.          |              | IPNI  |                 |
| Hoheria            | A.Cunn.          |              | IPNI  |                 |
| Horsfordia         | Gray             |              | ITIS  |                 |
| Howittia           | F.Muell.         |              |       |                 |
| Huberodendron      | Ducke            |              | IPNI  | Bombacaceae     |
| Humbertianthus     | Hochr.           |              | IPNI  |                 |
| Humbertiella       | Hochr.           |              | IPNI  |                 |
| Hydrogaster        | Kuhlm.           |              | IPNI  | Tiliaceae       |

## I
| Vetenskapligt namn | Auktor | Svenskt namn | Källa | Tidigare familj |
| ------------------ | ------ | ------------ | ----- | --------------- |
| Iliamna            | Greene |              | SKUD  |                 |

## J
| Vetenskapligt namn | Auktor   | Svenskt namn | Källa | Tidigare familj |
| ------------------ | -------- | ------------ | ----- | --------------- |
| Jarandersonia      | Kosterm. |              | IPNI  | Tiliaceae       |
| Julostylis         | Thwaites |              | IPNI  |                 |
| Jumelleanthus      | Hochr.   |              | IPNI  |                 |

## K
| Vetenskapligt namn | Auktor       | Svenskt namn       | Källa | Tidigare familj |
| ------------------ | ------------ | ------------------ | ----- | --------------- |
| Kearnemalvastrum   | D.M.Bates    |                    | IPNI  |                 |
| Keraudrenia        | J.Gay        |                    | IPNI  | Sterculiaceae   |
| Kitaibela          | Willd.       | balkanmalvasläktet | NRM   |                 |
| Kleinhovia         | L.           |                    | ITIS  | Sterculiaceae   |
| Kokia              | Lewt.        |                    | ITIS  |                 |
| Kosteletzkya       | K.Presl      |                    | ITIS  |                 |
| Kostermansia       | Soeg.Reksod. |                    | IPNI  | Bombacaceae     |
| Krapovickasia      | Fryxell      |                    | ITIS  |                 |
| Kydia              | Roxb.        |                    | IPNI  |                 |

## L
| Vetenskapligt namn | Auktor           | Svenskt namn | Källa | Tidigare familj |
| ------------------ | ---------------- | ------------ | ----- | --------------- |
| Laguna             | Cavanilles, 1787 |              | ITIS  |                 |
| Lagunaria          | overifierad      |              | ITIS  |                 |
| Lasiopetalum       | Sm.              |              | IPNI  | Sterculiaceae   |
| Lavatera           | L.               | sommarmalvor | NRM   |                 |
| Lawrencia          | Hook.            |              | IPNI  |                 |
| Lebronnecia        | Foaberg&Sachet   |              | IPNI  |                 |
| Lecanophora        | Speg.&Rodrigo    |              | IPNI  |                 |
| Leptonychia        | Turcz.           |              | IPNI  | Sterculiaceae   |
| Lopimia            | Mart.            |              | IPNI  |                 |
| Luehea             | Willd.           |              | ITIS  | Tiliaceae       |
| Lueheopsis         | Burret           |              | IPNI  | Tiliaceae       |
| Lysiosepalum       | F.Muell.         |              | IPNI  | Sterculiaceae   |

## M
| Vetenskapligt namn   | Auktor           | Svenskt namn | Källa | Tidigare familj |
| -------------------- | ---------------- | ------------ | ----- | --------------- |
| Macrostelia          | Hochr.           |              | IPNI  |                 |
| Malachra             | L.               |              | ITIS  |                 |
| Malachothamnus       | Greene           |              | ITIS  |                 |
| Malope               | L.               | praktmalvor  | NRM   |                 |
| Malva                | L.               | malvor       | NRM   |                 |
| Malvastrum           | Gray             |              | ITIS  |                 |
| Malvaviscus          | Fabr.            |              | SKUD  |                 |
| Malvella             | Jaubert&Spach    |              | ITIS  |                 |
| Mansonia             | Prain            | mansionor    | SKUD  | Sterculiaceae   |
| Matisia → Quararibea |                  |              |       |                 |
| Maxwellia            | Baill.           |              | IPNI  | Sterculiaceae   |
| Megatritheca         | Cristobal        |              | IPNI  | Sterculiaceae   |
| Megistostegium       | Hochr.           |              | IPNI  |                 |
| Melhania             | Forssk.          |              | IPNI  | Sterculiaceae   |
| Melochia             | L.               |              | ITIS  | Sterculiaceae   |
| Meximalva            | Fryxell          |              | ITIS  |                 |
| Microcos             | L.               |              | IPNI  | Tiliaceae       |
| Modiola              | Moench           | sprötmalvor  | ITIS  |                 |
| Modiolastrum         | K.Schum.         |              | IPNI  |                 |
| Mollia               | Mart.            |              | IPNI  | Tiliaceae       |
| Monteiroa            | Krapov.          |              | IPNI  |                 |
| Mortoniodendron      | Standl.&Steyerm. |              | IPNI  | Tiliaceae       |
| Muntingia            | L.               |              | IPNI  | Tiliaceae       |

## N
| Vetenskapligt namn | Auktor           | Svenskt namn | Källa | Tidigare familj |
| ------------------ | ---------------- | ------------ | ----- | --------------- |
| Napaea             | L.               |              | SKUD  |                 |
| Nayariophyton      | T.K.Paul         |              | IPNI  |                 |
| Neesia             | Blume            |              | IPNI  | Bombacaceae     |
| Neobaclea          | Hochr.           |              | IPNI  |                 |
| Neobrittonia       | Hochr.           |              | IPNI  |                 |
| Neobuchia          | Urb.             |              | IPNI  | Bombacaceae     |
| Neoregnellia       | Urb.             |              | IPNI  | Sterculiaceae   |
| Neotessmannia      | Burret           |              | IPNI  | Tiliaceae       |
| Nephropetalum      | Robinson&Greenm. |              | IPNI  | Sterculiaceae   |
| Nesogordonia       | Baill.           |              | SKUD  | Sterculiaceae   |
| Nototriche         | Turcz.           |              | IPNI  |                 |

## O
| Vetenskapligt namn | Auktor | Svenskt namn | Källa | Tidigare familj |
| ------------------ | ------ | ------------ | ----- | --------------- |
| Ochroma            | Sw.    |              | ITIS  | Bombacaceae     |
| Octolobus          | Welw.  |              | IPNI  | Sterculiaceae   |

## P
| Vetenskapligt namn | Auktor               | Svenskt namn   | Källa | Tidigare familj |
| ------------------ | -------------------- | -------------- | ----- | --------------- |
| Pachira            | Aubl.                |                | ITIS  | Bombacaceae     |
| Palaua             | Cav.                 |                | IPNI  |                 |
| Paradombeya        | Stapf                |                | IPNI  | Sterculiaceae   |
| Paramelhania       | Arènes               |                | IPNI  | Sterculiaceae   |
| Patinoa            | Cuatrec.             |                | IPNI  | Bombacaceae     |
| Pavonia            | Cav.                 | påfågelsmalvor | NRM   |                 |
| Peltaea            | (C.Presl.) Standl.   |                | IPNI  |                 |
| Pentace            | Hassk.               |                | IPNI  | Tiliaceae       |
| Pentapetes         | L.                   |                | ITIS  | Sterculiaceae   |
| Pentaplaris        | L.O.Williams&Standl. |                | IPNI  | Tiliaceae       |
| Periptera          | DC.                  |                | IPNI  |                 |
| Perrierophytum     | Hochreutiner         |                | IPNI  |                 |
| Phragmocarpidium   | Krapov.              |                | IPNI  |                 |
| Phragmotheca       | Cuatrec.             |                | IPNI  | Bombacaceae     |
| Phymosia           | Desv. ex Ham.        |                | IPNI  |                 |
| Plagianthus        | Forst.               |                | IPNI  |                 |
| Pseudabutilon      | R.E.Fries            |                | ITIS  |                 |
| Pseudobombax       | Dugand               |                | ITIS  | Bombacaceae     |
| Pseudocorchorus    | Capuron              |                | IPNI  | Tiliaceae       |
| Pterocymbium       | R.Br.                |                | IPNI  | Sterculiaceae   |
| Pterospermum       | Schreb.              |                | IPNI  | Sterculiaceae   |
| Pterygota          | Schott&Endl.         |                | SKUD  | Sterculiaceae   |

## Q
| Vetenskapligt namn | Auktor | Svenskt namn | Källa | Tidigare familj |
| ------------------ | ------ | ------------ | ----- | --------------- |
| Quararibea         | Aubl.  |              | ITIS  | Bombacaceae     |

## R
| Vetenskapligt namn | Auktor          | Svenskt namn | Källa | Tidigare familj |
| ------------------ | --------------- | ------------ | ----- | --------------- |
| Radyera            | Bullock         |              | IPNI  |                 |
| Rayleya            | Cristóbal       |              | IPNI  | Sterculiaceae   |
| Reevesia           | Lindl.          |              | IPNI  | Sterculiaceae   |
| Rhodagnaphalopsis  | A.Robyns        |              | IPNI  | Bombacaceae     |
| Rhodognaphalon     | (Ulbr.) Roberty |              | IPNI  | Bombacaceae     |
| Rhynchosida        | Fryxell         |              | ITIS  |                 |
| Robinsonella       | Rose&Baker f.   |              | IPNI  |                 |
| Rojasimalva        | Fryxell         |              | IPNI  |                 |
| Ruizia             | Cav.            |              | IPNI  | Sterculiaceae   |
| Rulingia           | R.Br.           |              | IPNI  | Sterculiaceae   |

## S
| Vetenskapligt namn       | Auktor       | Svenskt namn  | Källa | Tidigare familj |
| ------------------------ | ------------ | ------------- | ----- | --------------- |
| Scaphium                 | Schott&Endl. |               | IPNI  | Sterculiaceae   |
| Scaphopetalum            | Mast.        |               | IPNI  | Sterculiaceae   |
| Schoutenia               | Korth.       |               | IPNI  | Tiliaceae       |
| Scleronema               | Benth.       |               | IPNI  |                 |
| Senra                    | Cav.         |               | IPNI  |                 |
| Septotheca               | Ulbr.        |               | IPNI  | Bombacaceae     |
| Seringia                 | J.Gay        |               | IPNI  | Sterculiaceae   |
| Sicrea                   | Hallier f.   |               | IPNI  | Tiliaceae       |
| Sida                     | L., 1753     | sammetsmalvor | ITIS  |                 |
| Sidalcea                 | A.Gray       | axmalvor      | SKUD  |                 |
| Sidastrum                | Gray         |               | ITIS  |                 |
| Sparmannia → Sparrmannia |              |               |       |                 |
| Sparrmannia              | L.f.         |               | SKUD  |                 |
| Sphaeralcea              | St.-Hil.     | klotmalvor    | ITIS  |                 |
| Spirotheca               | Ulbr.        |               | IPNI  | Bombacaceae     |
| Sterculia                | L.           | sterkulior    | ITIS  | Sterculiaceae   |
| Symphyochlamys           | Gürke        |               | IPNI  |                 |

## T
| Vetenskapligt namn    | Auktor            | Svenskt namn | Källa | Tidigare familj |
| --------------------- | ----------------- | ------------ | ----- | --------------- |
| Tahitia               | Burret            |              | IPNI  | Tiliaceae       |
| Tarasa                | Phil.             |              | IPNI  |                 |
| Tarrietia → Heritiera |                   |              |       |                 |
| Tetrasida             | Ulbr.             |              | IPNI  |                 |
| Theobroma             | L.                | kakaosläktet | ITIS  | Sterculiaceae   |
| Thespesia             | Soland. ex Correa |              | ITIS  |                 |
| Thomasia              | J.Gay             |              | IPNI  | Sterculiaceae   |
| Tetralix              | Griseb.           |              | IPNI  | Tiliaceae       |
| Tilia                 | L.                | lindar       | NRM   | Tiliaceae       |
| Trichospermum         | Blume             |              | ITIS  | Tiliaceae       |
| Trichostephania       | Tardieu           |              | IPNI  | Sterculiaceae   |
| Triplochiton          | K.Schum.          |              | SKUD  | Sterculiaceae   |
| Triplochlamys         | Ulbr.             |              | SKUD  |                 |
| Triumfetta            | L.                | triumfettor  | NRM   | Tiliaceae       |
| Trochetia             | DC.               |              | IPNI  | Sterculiaceae   |
| Trochetiopsis         | W.Marais          |              | IPNI  | Sterculiaceae   |

## U
| Vetenskapligt namn | Auktor       | Svenskt namn | Källa | Tidigare familj |
| ------------------ | ------------ | ------------ | ----- | --------------- |
| Uladendron         | Marc.-Berti  |              | IPNI  |                 |
| Ungeria            | Schott&Endl. |              | IPNI  | Sterculiaceae   |
| Urena              | L.           |              | SKUD  |                 |
| Urocarpidium       | Ulbr.        |              | IPNI  |                 |

## V
| Vetenskapligt namn | Auktor | Svenskt namn | Källa | Tidigare familj |
| ------------------ | ------ | ------------ | ----- | --------------- |
| Vasivaea           | Baill. |              | IPNI  | Tiliaceae       |
| Vinticena          | Steud. |              | IPNI  | Tiliaceae       |

## W
| Vetenskapligt namn | Auktor          | Svenskt namn | Källa | Tidigare familj |
| ------------------ | --------------- | ------------ | ----- | --------------- |
| Waltheria          | L.              |              | ITIS  | Sterculiaceae   |
| Wercklea           | Pittier&Standl. |              | IPNI  |                 |
| Wissadula          | Medik.          |              | ITIS  |                 |

## Auktorkällor
- IPNI - International Plant Names Index
- ITIS - Integrated Taxonomic Information System
- NRM - Naturhistoriska riksmuseets checklista
- SKUD - Svensk kulturväxtdatabas